# Republika Zielonego Przylądka na Letnich Igrzyskach Paraolimpijskich 2012
Republikę Zielonego Przylądka na Letnich Igrzyskach Paraolimpijskich 2012 reprezentował 1 zawodnik.
Dla reprezentacji Republiki Zielonego Przylądka był to trzeci start w igrzyskach paraolimpijskich (poprzednio w 2004 i 2008 roku). Dotychczas żaden zawodnik nie zdobył paraolimpijskiego medalu.

## Kadra

### Lekkoatletyka
Konkurencje biegowe
| Zawodnik         | Konkurencja | Kwalifikacje | Kwalifikacje | Finał | Finał |
| Zawodnik         | Konkurencja | Wynik        | Poz.         | Wynik | Poz.  |
| ---------------- | ----------- | ------------ | ------------ | ----- | ----- |
| Marcio Fernandes | 100m T44    | 12.16        | 4.           | NQ    | NQ    |
| Marcio Fernandes | 200m T44    | 24.84        | 5.           | NQ    | NQ    |

Konkurencje techniczne
| Zawodnik         | Konkurencja        | Finał | Finał |
| Zawodnik         | Konkurencja        | Wynik | Poz.  |
| ---------------- | ------------------ | ----- | ----- |
| Marcio Fernandes | Rzut oszczepem F44 | 46.04 | 9.    |